# Lista de viagens presidenciais de Jimmy Carter
Esta é uma lista de viagens presidenciais internacionais realizadas por Jimmy Carter, o 39º Presidente dos Estados Unidos. Carter empreendeu 12 viagens internacionais a 25 nações diferentes durante sua presidência, que teve início em 20 de janeiro de 1977 e foi encerrada em 20 de janeiro de 1981.
Carter visitou os cinco continentes habitados (África, América do Norte, América do Sul, Ásia e Europa) e tornou-se o primeiro presidente estadunidense a visitar a África Subsaariana em exercício de mandato quando de sua visita de Estado à Nigéria em 1978. Suas viagens incluíram cinco idas à Europa e três idas à Ásia, bem como várias viagens ao Oriente Médio para intermediar negociações de paz. Em 2002, em reconhecimento aos seus esforços diplomáticos em busca da pacificação de diversas nações, Carter foi laureado com o Nobel da Paz. Em 1978, ele viajou para a Cidade do Panamá para assinar um protocolo confirmando a troca de documentos ratificando os tratados do Canal do Panamá.

## Resumo
O número de visitas por país para onde o presidente Carter viajou são:
- Uma visita à Alemanha Ocidental, Arábia Saudita, Áustria, Bélgica, Brasil, Coreia do Sul, Espanha, Índia, Irã, Israel, Itália, Iugoslávia, Libéria, México, Nigéria, Panamá, Polônia, Portugal, Reino Unido, Suíça, Vaticano e Venezuela

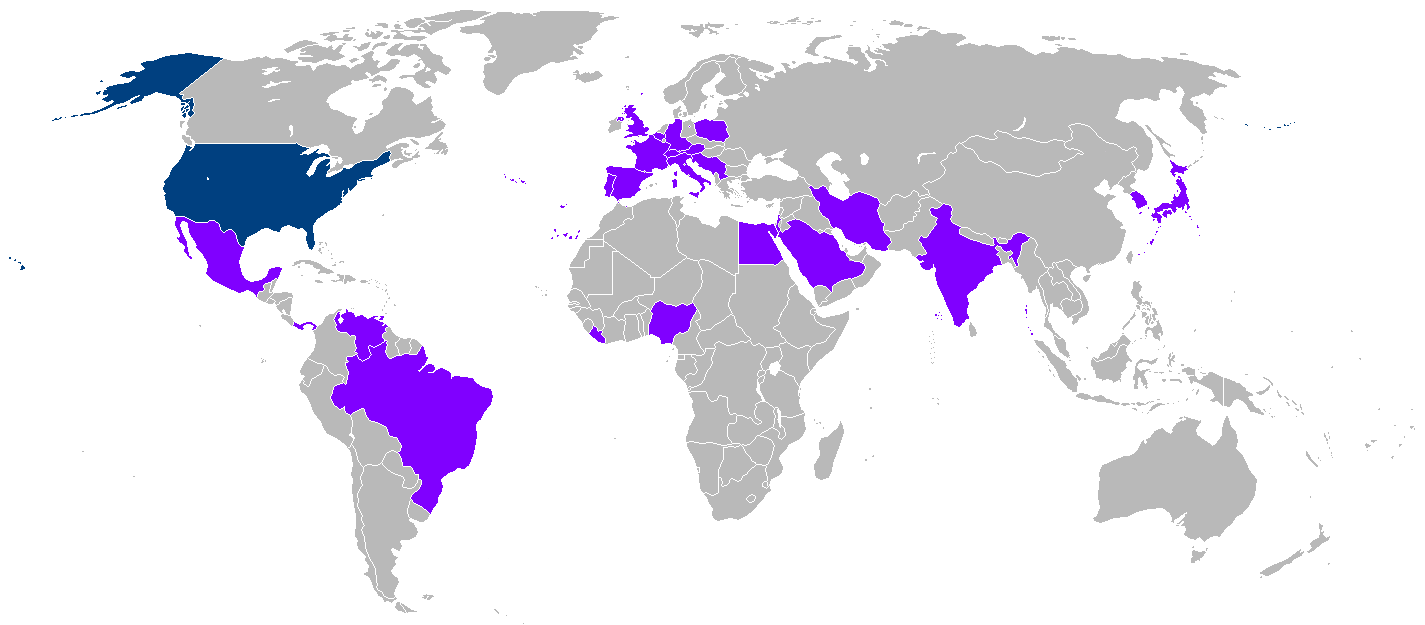
Mapa-múndi destacando os países visitados por Jimmy Carter enquanto presidente.

- Duas visitas à França e ao Japão
- Três visitas ao Egito

## 1977
|   | País                         | Áreas visitadas    | Datas                                  | Detalhes | Imagem |
| - | ---------------------------- | ------------------ | -------------------------------------- | --- | ------ |
| 1 | Reino Unido                  | Londres, Newcastle | 5–11 de maio                           | Participou da 3.ª reunião de cúpula do G7. Também se encontrou com os primeiros-ministros da Grécia, Bélgica, Turquia, Noruega, Países Baixos e Luxemburgo, e com o presidente de Portugal. Discursou na reunião de ministros da OTAN.                                |        |
| 1 | Suíça                        | Genebra            | 9 de maio                              | Visita oficial. Encontrou-se com o presidente Kurt Furgler. Também se reuniu com o presidente sírio Hafez al-Assad. |        |
| 2 | República Popular da Polônia | Varsóvia           | 29–31 de dezembro                      | Visita oficial. Encontrou-se com o primeiro secretário Edward Gierek. A visita ganhou notoriedade entre os poloneses nos anos seguintes devido ao discurso de boa vontade de Carter, que foi mal traduzido como uma série de comentários incoerentes e antipoloneses. |        |
| 2 | Dinastia Pahlavi             | Teerã              | 31 de dezembro – 1º de janeiro de 1978 | Visita oficial. Encontrou-se com o xá Mohammad Reza Pahlavi e o rei Hussein da Jordânia. Carter fez seu discurso "Ilha da Estabilidade" durante esta visita. |        |

## 1978
|   | País               | Áreas visitadas                      | Datas                    | Detalhes | Imagem |
| - | ------------------ | ------------------------------------ | ------------------------ | --- | ------ |
| 2 | Índia              | Nova Deli, Daulatpur Nasirabad       | 1º–3 de janeiro          | Encontrou-se com o presidente Neelam Sanjiva Reddy e o primeiro-ministro Morarji Desai. Discursou no Parlamento da Índia. |        |
| 2 | Arábia Saudita     | Riade                                | 3–4 de janeiro           | Encontrou-se com o rei Khalid e o príncipe herdeiro Fahd. |        |
| 2 | Egito              | Assuã                                | 4 de janeiro             | Encontrou-se com o presidente Anwar Sadat e o chanceler alemão Helmut Schmidt. |        |
| 2 | França             | Paris, Normandia, Bayeux, Versailles | 4–6 de janeiro           | Encontrou-se com o presidente Valéry Giscard d'Estaing e o primeiro-ministro Raymond Barre. |        |
| 2 | Bélgica            | Bruxelas                             | 6 de janeiro             | Encontrou-se com o rei Balduíno e o primeiro-ministro Leo Tindemans. Participou de reuniões da Comissão das Comunidades Europeias e do Conselho do Atlântico Norte. |        |
| 3 | Venezuela          | Caracas                              | 28–29 de março           | Encontrou-se com o presidente Carlos Andrés Pérez. Discursou no Congresso e assinou acordo de fronteira marítima. |        |
| 3 | Brasil             | Brasília Rio de Janeiro              | 29–31 de março           | Visita oficial. Encontrou-se com o presidente Ernesto Geisel e discursou no Congresso Nacional. |        |
| 3 | Nigéria            | Lagos                                | 31 de março – 3 de abril | Visita de Estado. Encontrou-se com o presidente Olusegun Obasanjo. |        |
| 3 | Libéria            | Monróvia                             | 3 de abril               | Encontrou-se com o presidente William R. Tolbert, Jr. |        |
| 4 | Panamá             | Cidade do Panamá                     | 16–17 de junho           | Convidado pelo presidente Demetrio B. Lakas e pelo general Omar Torrijos para assinar o protocolo confirmando a troca de documentos que ratificam os tratados do Canal do Panamá. Também se reuniu informalmente com o presidente venezuelano Carlos Andrés Pérez, o presidente colombiano Alfonso López Michelsen, o presidente mexicano José López Portillo, o presidente costa-riquenho Rodrigo Carazo Odio e o primeiro-ministro jamaicano Michael Manley. |        |
| 5 | Alemanha Ocidental | Bonn, Wiesbaden-Erbenheim, Frankfurt | 14–15 de julho           | Visita de Estado. Encontrou-se com o presidente Walter Scheel e o chanceler Helmut Schmidt. Discursou a militares dos EUA e da Alemanha. |        |
| 5 | Alemanha Ocidental | Berlim Ocidental                     | 15 de julho              | Falou no Memorial da ponte aérea de Berlim. |        |
| 5 | Alemanha Ocidental | Bonn                                 | 16–17 de julho           | Participou da 4.ª reunião de cúpula do G7. |        |

## 1979
|    | País          | Áreas visitadas         | Datas                     | Detalhes | Imagem |
| -- | ------------- | ----------------------- | ------------------------- | --- | ------ |
| 6  | França        | Basse-Terre, Guadalupe  | 4–9 de janeiro            | Encontrou-se informalmente com o presidente Valéry Giscard d'Estaing, o chanceler alemão Helmut Schmidt e o primeiro-ministro britânico James Callaghan.                                                |        |
| 7  | México        | Cidade do México        | 14–16 de fevereiro        | Visita de Estado. Encontrou-se com o presidente José López Portillo. Discursou no Congresso Mexicano.                                                                                                   |        |
| 8  | Portugal      | Base Aérea das Lajes    | 8 de março                | Parada a caminho do Egito. |        |
| 8  | Egito         | Cairo, Alexandria, Gizé | 8-10 de março             | Visita de Estado. Encontrou-se com o presidente Anwar Sadat. Discursou na Assembleia Popular do Egito.                                                                                                  |        |
| 8  | Israel        | Tel Aviv, Jerusalém     | 10–13 de março            | Visita de Estado. Encontrou-se com o presidente Yitzhak Navon e o primeiro-ministro Menachem Begin. Discursou na Knesset.                                                                               |        |
| 8  | Egito         | Cairo                   | 13 de março               | Encontrou-se com o presidente Anwar Sadat. |        |
| 8  | Portugal      | Base Aérea das Lajes    | 13 de março               | Parada durante o retorno a Washington, D.C.. |        |
| 9  | Áustria       | Viena                   | 14–18 de junho            | Visita de Estado. Encontrou-se com o presidente Rudolf Kirchschläger e o chanceler Bruno Kreisky. Encontrou-se com o secretário-geral da União Soviética Leonid Brejnev para assinar o Tratado SALT II. |        |
| 10 | Japão         | Tóquio, Shimoda         | 25–29 de junho            | Participou da 5.ª reunião de cúpula do G7. Visita de Estado. Encontrou-se com o imperador Hirohito e o primeiro-ministro Masayoshi Ōhira.                                                               |        |
| 10 | Coreia do Sul | Seul                    | 29 de junho – 1º de julho | Visita de Estado. Encontrou-se com o presidente Park Chung-hee e o primeiro-ministro Choi Kyu-hah. |        |

## 1980
|    | País       | Áreas visitadas    | Datas          | Detalhes | Imagem |
| -- | ---------- | ------------------ | -------------- | --- | ------ |
| 11 | Itália     | Roma, Veneza       | 19–24 de junho | Participou da 6.ª reunião de cúpula do G7. Visita de Estado. Encontrou-se com o presidente Sandro Pertini. |        |
| 11 | Vaticano   | Palácio Apostólico | 21 de junho    | Audiência com o Papa João Paulo II. |        |
| 11 | Iugoslávia | Belgrado           | 24–25 de junho | Visita oficial. Encontrou-se com o presidente Cvijetin Mijatović. |        |
| 11 | Espanha    | Madrid             | 25–26 de junho | Visita oficial. Encontrou-se com o rei Juan Carlos I e o primeiro-ministro Adolfo Suárez. |        |
| 11 | Portugal   | Lisboa             | 26–30 de junho | Visita oficial. Encontrou-se com o presidente António Ramalho Eanes e o primeiro-ministro Francisco de Sá Carneiro. |        |
| 12 | Japão      | Tóquio             | 9–10 de julho  | Visita oficial. Compareceu aos serviços memoriais do ex-primeiro-ministro Masayoshi Ōhira. Encontrou-se com o imperador Hirohito, o presidente de Bangladesh Ziaur Rahman, o primeiro-ministro australiano Malcolm Fraser, o primeiro-ministro tailandês Prem Tinsulanonda e o primeiro-ministro chinês Hua Guofeng. |        |

## Reuniões multilaterais
Reuniões multilaterais das seguintes organizações intergovernamentais ocorreram durante a presidência de Jimmy Carter (1977–1981).
| Grupo | Ano                   | Ano                            | Ano                   | Ano                   |
| Grupo | 1977                  | 1978                           | 1979                  | 1980                  |
| ----- | --------------------- | ------------------------------ | --------------------- | --------------------- |
| G7    | 7–8 de maio Londres   | 16–17 de julho Bonn            | 28–29 de junho Tóquio | 22–23 de junho Veneza |
| OTAN  | 10–11 de maio Londres | 30–31 de maio Washington, D.C. | nenhuma               | nenhuma               |